# Zala-völgyi kerékpárút
A Zala-völgyi kerékpárút Zalalövőtől Teskándig vezet a régi vasúti töltésen. Zalaszentgyörgynél egy kerékpáros pihenőt is kialakítottak. A nyomvonal Bagod és Teskánd között az új Zala-hídnál keresztezi a mostani vasúti pályát, alatta halad át, így ez a szakasz árvíz esetén zárva tart. Teskándon kerékpáros fogadótér és parkoló is ki lett építve a sportpálya melletti leágazónál.

## Első szakasz:Zalalövő–Bagod
A Zalalövőtől Bagodig vezető 12 kilométeres szakasz alapkövét 2006. április 5-én tették le, az elkészült utat 2006 júliusában adták át. A kerékpárút a PHARE CBC Magyarország / Ausztria 2003 program keretében meghirdetett „Határon átnyúló közlekedési infrastruktúra hálózatok” program által támogatott projekt keretében valósult meg.
A kerékpárnyomvonal szerves részét alkotja a Felsőőr–Kis-Balaton kerékpárútnak, amelynek köszönhetően zavartalan a két keréken való közlekedés a környező települések között. A projekt lebonyolítására 177 millió forintot fordítottak, melyhez kilencven százalékos támogatást nyert a pályázatot benyújtó és a lebonyolítást koordináló Zala Megyei Fejlesztési Kht.
A kerékpárút építését a Zalalövő–Bagod vasútvonal korszerűsítése tette lehetővé, aminek során a vasúti pályát új nyomvonalon fektették le. Az így üresen maradt alépítményen épült meg a kerékpárút, amihez a vasúti projekt 18 millió forinttal járult hozzá.

## Második szakasz:Bagod–Teskánd
A Bagod és Teskánd közötti 4,1 kilométeres szakaszt konzorciumban valósították meg a települések. Az első ütemben 2014-ben a régi bagodi vasútállomástól épült meg az 1,5 kilométeres szakasz. A második ütemben elkészült a Teskándra vezető 2,6 kilométeres szakasz, amit 2015 szeptemberében adtak át. A beruházás teljes költségvetését az Európai Unió és a magyar kormány támogatásából finanszírozták; a két település összesen bruttó 279 millió forintot nyert pályázaton a Közlekedési Operatív Program keretén belül.

## Útvonala
| \| \| \| Zalalövő \| \| \| \| Zalacséb-Salomvár \| \| \| \| Zalaszentgyörgy \| \| \| \| Bagod \| \| \| \| Teskánd \| |  |                   |
| |  | Zalalövő          |
| |  | Zalacséb-Salomvár |
| |  | Zalaszentgyörgy   |
| |  | Bagod             |
| |  | Teskánd           |